# Epinephelinae
Los meros o chernas son un grupo de unos veinte géneros de la subfamilia Epinephelinae de peces perciformes. Presentan un cuerpo robusto, con una cabeza grande en la que resaltan los ojos globosos y unas grandes mandíbulas. Su hábitat son las zonas rocosas de aguas templadas y tropicales, con grandes piedras o cuevas submarinas, en cotas que oscilan entre los 4 y los 35 m. Los ejemplares más grandes pueden llegar a alcanzar más de 1 metro de longitud y más de 40 kg de peso. Se trata de especies hermafroditas proterogínicas cuya madurez sexual se alcanza a los 5 años. 
Suele confundirse con la carne del marrajo y el emperador (Luvarus imperialis), llegando a creer que son el mismo pescado. Sin embargo estas tres especies son muy diferentes en aspecto y  taxonomía; los emperadores son peces de la clase de los Actinopterygii (cuyo esqueleto es óseo), mientras que el marrajo pertenece a la clase de los Condrictios (de esqueleto cartilaginoso).

## Características

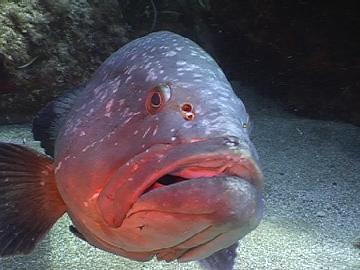
Ejemplar de la especie Epinephelus marginatus.

Es un pez de aspecto robusto perfectamente adaptado a la vida en los fondos. La mandíbula inferior sobresale con respecto a la superior. Es de color marrón con manchas blancas, aunque esta coloración puede variar increíblemente dependiendo de la situación. Cuando lo encontramos entre dos aguas, hecho bastante extraño, tiene un color marrón más uniforme, cambiando también con la luminosidad. Puede alcanzar tamaños muy grandes llegándose a haber encontrado en el Mediterráneo y en el golfo de Nicoya, Costa Rica, ejemplares de 150 kg de peso y 1,70 metros de longitud con una edad de 50 años. En el Mediterráneo cada vez es un pez más escaso debido a la sobrepesca. Una de sus especies más conocidas es el mero gigante (Epinephelus lanceolatus).

## Hábitos
Se trata de un pez solitario, que vive en una zona limitada pero con un buen número de agujeros donde cobijarse. Varios de esos agujeros serán vivienda habitual, mientras los otros no pasarán de ser refugios momentáneos. Se alimenta de otros peces más pequeños, algunos crustáceos, y sobre todo de pulpos. Se reproduce en verano, cuando los individuos sexualmente maduros tienden a agruparse en zonas reducidas, a unos 15-30 m de profundidad. A lo largo de su vida (después de 10 o 12 años) el mero cambia de sexo, pasando de hembra a macho.

## Forma de pesca
Se podría decir que en algunas zonas es la captura por excelencia. Debido al peso y tamaño que pueden alcanzar, se pescan solo ejemplares adultos que ya habrán cumplido su función reproductiva. También se pesca tradicionalmente con una caña.
Generalmente es un pez que se pesca a bastante profundidad, y ofrece mucha resistencia a ser extraído de su cueva, por lo que hay que extremar las precauciones en lo relativo a esfuerzos y límite de la apnea. 
Una vez sacado de su cubil, si se trata de una pieza grande, no debe ser agarrado por los opérculos, ya que están dentados y poseen mucha fuerza.

## Consumo
Su carne es muy apreciada pero también es muy peligroso consumirla sin controles sanitarios adecuados, debido a que es un pez que presenta mucha bioacumulación (por ejemplo las microalgas y los peces y crustáceos que también se alimentan de microalgas, son parte de su dieta) y por ende, presenta mucho riesgo de intoxicación alimentaria por ciguatoxina, la cual no se destruye en la cocción, provocando incluso severos casos de intoxicación por ciguatoxina o ciguatera. 
Se han registrado incluso casos de intoxicaciones severas por ciguatera en el mero en restaurantes por ejemplo en Canarias, por ofrecer ejemplares que no se supeditaron a los controles sanitarios ni veterinarios mínimos, intoxicando a sus comensales. La cantidad de casos parece acrecentarse debido al calentamiento climático y la contaminación marina, lo que conlleva una mayor temperatura y una mayor presencia de compuestos de nitrógeno en el agua marina por la actividad humana así como mayores concentraciones de microalgas tóxicas en corales y en zonas cercanas a la costa, de las cuales estos animales se alimentan.
Debido a los casos de intoxicación recurrentes, al peligro en salud pública y al daño ecológico en potencia que entraña la pesca de este pez, actualmente existen algunos países como España con estrictas leyes vigentes contra su pesca y su venta. Asimismo, se han abierto muchas campañas de concientización al respecto, para evitar tanto la ciguatera como la pesca furtiva de esta especie, muy necesaria en su ecosistema.